# Tipula nigroantennata
Tipula nigroantennata är en tvåvingeart som beskrevs av Evgenyi Nikolayevich Savchenko 1961. Tipula nigroantennata ingår i släktet Tipula och familjen storharkrankar. Inga underarter finns listade i Catalogue of Life.